# ARMA (série de jeux vidéo)
ARMA (stylisé ArmA) est une série de jeux vidéo de tir tactique développée par Bohemia Interactive.

## Liste des titres
- 2001 : Operation Flashpoint: Cold War Crisis, renommé ARMA: Cold War Assault, sorti initialement sous le titre Operation Flashpoint (renommé par le développeur pour rétablir la filiation de sa série au détriment des autres épisodes d'Operation Flashpoint) développés par Codemasters
  - 2002 : Operation Flashpoint: Resistance
- 2006 : ARMA: Armed Assault
  - 2007 : ARMA: Queen's Gambit
- 2009 : ARMA II (jeu à partir duquel DayZ a été créé)
  - 2010 : ARMA II: Operation Arrowhead
- 2013 : ARMA III
  - 2016 : ARMA III: Apex
- 2016 : Arma Mobile Ops[1]
- 2022 : Arma Reforger
- 2027 : Arma 4